# Salonia
Salonia fue una esclava romana, y posteriormente liberta que vivió a mediados del siglo II a. C. y fue la segunda esposa de Catón el Viejo. Era la joven hija del esclavo Salonio, que era subsecretario de Catón el Viejo. Después de la muerte de su primera esposa, Catón comenzó a tomar consuelo con una esclava que secretamente visitaba su cama.
Sin embargo, su primogénito Marco Porcio Catón Liciniano y su nuera desaprobaron la relación, por lo que Catón decidió casarse con Salonia para resolver el problema. Sin embargo, cuando Licinio se enteró, se quejó de que ahora su problema era con el matrimonio de su padre con Salonia. Catón respondió que amaba a su hijo, y por eso quería tener más hijos como él.
En 154 a. C., Salonia dio a luz a Marco Porcio Catón Saloniano, que sólo tenía cinco años cuando su padre murió. A través de su hijo, Salonia es abuela de Lucio Porcio Catón y Marco Porcio Catón, la bisabuela de Catón el Joven, y la tatarabuela de Marco Porcio Catón, quien murió en la Batalla de Filipos, y de Porcia, casada con Marco Junio Bruto.